# 弗朗西斯科·萨加斯蒂
弗朗西斯科·拉斐尔·萨加斯蒂·霍赫霍伊斯勒（1944年10月10日—），秘鲁工程师、学者、作家，曾任秘鲁总统、國會主席、議員，紫党黨员。

## 總統任期 (2020-2021)
总统馬丁·比斯卡拉被弹劾后，時任国会议长曼努埃尔·梅里诺繼任為總統。然而，梅里諾仅擔任了5天的总统就在大规模国民抗议下請辭。11月16日秘鲁国会以97票对26票推举萨加斯蒂爲國會主席並按順次繼任爲總統。在他當選國會主席之前，有傳聞稱國會有意推舉罗西奥·席尔瓦-桑蒂斯特万爲總統、薩加斯蒂爲副總統。

## 備註
1. ↑  德語姓氏「霍赫霍伊斯勒」在西班牙語中讀如「霍赫豪斯莱尔 」[1][2]。